# Guernanville
Guernanville település Franciaországban, Eure megyében. Lakosainak száma 103 fő (2018. január 1.). Guernanville Les Baux-de-Breteuil és Breteuil községekkel határos.

## Népesség
A település népességének változása:
| Lakosok száma | 71   | 74   | 66   | 89   | 85   | 91   | 93   | 98   | 102  | 103  |
|               | 1962 | 1968 | 1982 | 1990 | 1999 | 2008 | 2011 | 2013 | 2017 | 2018 |